# Lübeck (Schiff, 1844)
Die hölzerne Radkorvette Lübeck wurde 1844 als Frachtschiff Robert Napier in Leith gebaut und gehörte zu der 1848 gegründeten Reichsflotte. Sie nahm am 4. Juni 1849 am Seegefecht bei Helgoland teil. Benannt war sie nach der Hansestadt Lübeck.

## Technische Daten (als Radkorvette)
- Länge: 50,00 m
- Breite: Rumpf: 6,5 m, über Radkästen: 12,6 m
- Tiefgang: 3,4 m
- Wasserverdrängung: 390 t
- Antrieb: 2 Kessel, zwei Dampfmaschinen, 700 PS, Seitenräder; außerdem Segel
- Geschwindigkeit: 8 kn (unter Dampf)
- Besatzung: 100 Mann
- Bewaffnung: 1 × 84-Pfünder, 1 × 32-Pfünder, 2 × 18-Pfünder Bombenkanonen

## Geschichte
Der Raddampfer wurde am 16. April 1846 von der Hanseatischen Dampfschiffahrtsgesellschaft angekauft, als Lübeck in Dienst gestellt und auf der Schiffslinie Hamburg-Hull eingesetzt. 1847 wurde das Schiff grundlegend umgebaut sowie von 42,8 Meter auf 50 Meter verlängert. Am 23. Juni 1848 wurde das Schiff von der Hamburger Admiralität mit finanzieller Unterstützung des Deutschen Bundes für die so genannte Hamburger Flottille angekauft. Das nun als Korvette bezeichnete Schiff wurde am 15. Oktober 1848 an die Bundesflotte übergeben. Nach Auflösung der Flotte wurde die Lübeck am 12. Dezember 1852 von der General Steam Navigation Co. Ltd. in London erworben und als Newcastle in der Europafahrt verwendet. 1854 wurde sie aufgelegt und 1858 abgewrackt.

## Beleg
1. 1 2  Walther Hubatsch et al.: Die Erste Deutsche Flotte 1848–1853. Hrsg.: Deutsche Marine Akademie & Deutsches Marine Institut, Schriftenreihe Bd. 1, S. 59.